# FTSV Straubing
Der FTSV Straubing wurde am 2. Dezember 1922 im Ortlerkeller in Straubing gegründet. Gründungsvorstand war der Schreinermeister Fritz Moser. Der Verein wurde von den Nationalsozialisten 1933 verboten. Die Wiedergründung fand am 10. Februar 1946 statt. Als Vorsitzender wurde Alois Kolbeck gewählt.
Der FTSV ist mittlerweile Straubings mitgliederstärkster Verein. Er umfasst mit seinen derzeit knapp 1.400 Mitgliedern sowohl Breiten- als auch Leistungssport in rund 15 Abteilungen inklusive Untergruppierungen.

## Abteilungen
Der Verein unterhält folgende Abteilungen: Gymnastik, Kinderturnen, Kunstturnen, Leichtathletik, Seniorensport, Skilanglauf, Tennis, Trampolinturnen, Volleyball und Wandern.

### Volleyball
Die Volleyball-Abteilung ist seit 1998 beim FTSV etabliert. In der Saison 2013/14 waren vier Frauenmannschaften im Ligabetrieb (2. Bundesliga, Bayernliga, Bezirksliga und Bezirksklasse) sowie zahlreiche Jugendmannschaften am Start. Abteilungsleiter und Cheftrainer war Wolfgang Schellinger. Nach lizenzrechtlichen Unregelmäßigkeiten seitens der Nawaro Spielbetriebs GmbH, als deren Bundesliga-Lizenznehmer der FTSV auftrat sowie Insolvenzen im Jahr 2014 und 2023, erfolgte eine Trennung von Nawaro.

### Trampolinturnen
Mit fünf aktiven Wettkampfsportlern gehört die Abteilung Trampolin zu den kleinsten des Vereins. Cheftrainer ist Dimitrij Knauer, Co-Trainerin Nina Hiendlmyer. Trainings- und Sportstätte ist die Josefsschule in Straubing.

Größte sportliche Erfolge 2013 (Stand 29. März 2013): Bayerischer Meister Michael Jurczyk (bis 14 Jahre), Bayerischer Meister Philipp Wichmann (15–18 Jahre), Bayerische Meisterin Julia Feiertag (15–18 Jahre)